# Chiharaea
Chiharaea, rod crvenih algi smješten u potporodicu Corallinoideae, dio porodice Corallinaceae. Rod je opisan 1966. postoje četiri vrste a tipična je Chiharaea bodegensis uz pacifičku obalu Amerike (Kalifornija, Washington, Britanska Kolumbija).

## Vrste
1. Chiharaea americana (E.Y.Dawson & R.L.Steele) Martone, S.C.Lindstrom, K.A.Miller & P.W.Gabrielson
2. Chiharaea bodegensis H.W.Johansen - tip
3. Chiharaea rhododactyla K.R.Hind & G.W.Saunders
4. Chiharaea silvae (H.W.Johansen) Martone, S.C.Lindstrom, K.A.Miller & P.W.Gabrielson